# Sulcacis fronticornis
Sulcacis fronticornis är en skalbaggsart som först beskrevs av Georg Wolfgang Franz Panzer 1809.  Sulcacis fronticornis ingår i släktet Sulcacis, och familjen trädsvampborrare. Arten är reproducerande i Sverige.